# شارلووی
شارلووی (به انگلیسی: Charlevoix) یک منطقهٔ مسکونی در کانادا است که در کاپیتل-ناسیونال واقع شده‌است.